# Blätz
Blätz ist ein Ortsteil der Gemeinde Burgstall in Sachsen-Anhalt.

## Geographische Lage
Die Ortschaft liegt abgelegen an der Kreisstraße 1180 von Cröchern nach Sandbeiendorf im östlichen Randbereich der Colbitz-Letzlinger Heide. Südlich erstreckt sich der Blätzer Wald, nördlich ein kleineres Waldgebiet um den 80,5 m hohen Beerberg.

## Geschichte

### Ein früherer See und alte Flurnamen
Bis etwa zum Dreißigjährigen Krieg lagen Blätz und das unmittelbar nördlich gelegene Klein Sandbeiendorf an einem langgestreckten See. Heute dehnen sich dort Wiesenflächen aus. Der kleine See reichte vom Flurstück „Diek“ im Westen bis zu den Höhen am Mühlengraben im Osten, er verbreiterte sich nach Osten und reichte bei der früheren Buschmühle nach Norden. Der See hatte eine gepflasterte Engstelle auf dem Weg nach Burgstall, die für die Heerstraße von Magdeburg und Wolmirstedt nach Norden als Furt diente. Dieser See ist noch in einer französischen Landkarte, die um oder vor 1648 gezeichnet wurde, eingetragen.
Der heutige Ort Blätz reicht vom Friedhof im Nordosten, anschließend an die aufgelassene mittelalterliche Dorfstelle, bis nach Mixdorf (Cröchern) im Südwesten, an der Straßengabelung nach Colbitz und Cröchern, wo sich im Mittelalter eine Schäferei befand und nach 1648 offenbar die Hofstelle Nr. 1 des neuen Dorfes Blätz errichtet wurde.
Noch im 18. bis Anfang des 20. Jahrhunderts bestanden als Reste des Sees mehrere Tümpel und Feuchtgebiete, die vor allem mit der langfristigen und zunehmenden Grundwasserabsenkung durch Tiefbrunnen für die Wasserversorgung von Magdeburg, so dem Wasserwerk Colbitz und Tiefbrunnen bei Cröchern, verschwanden. Auch die Begradigung des Mühlengrabens, der durch Sandbeiendorf fließt, sorgte für schnelleren Wasserabfluss. Ein lokaler „Weinberg“, so ein alter Flurname im Gebiet von Blätz, versorgte die Kirche mit Messwein.

### Blätz im Mittelalter und zu Beginn der Neuzeit
Urkundlich ist Blätz bereits 1359 belegt; in diesem Jahr tritt als Zeuge „her Jan van luderitze, parrer tu blest“ auf. 1366 wird das Dorf „Bleest“ als Lehen des Erzbistums Magdeburg erwähnt, das damit in den beiden folgenden Jahrhunderten der Familie von Bismarck untersteht. Die genaue Lage dieses Dorfes ist unsicher; Fritz Schnelle vermutete 1930 das nordöstlich vom heutigen Blätz liegende Flurstück „Worthe“ als Platz für Kirche und Friedhof. Aber diese Gegend kennt mehrere Stellen einer Wüstung, einer nach einem Krieg oder aus anderen Gründen verlassenen Siedlung. Worth war 1489 wüst geworden, 1579 wurde hier ein Vorwerk angelegt, heute liegt dort der Friedhof. Mixdorf, südwestlich am anderen Ende der langgestreckten Siedlung Blätz gelegen, wird urkundlich 1489 als „Mickstorff“ erwähnt. Auch hier haben wir es, südlich der Buschmühle, mit einer Wüstung zu tun.
Burgstall ging 1562 von der Familie von Bismarck über an das Kurfürstentum Brandenburg (Mark Brandenburg). In einer Urkunde von 1564 wird „Pletz“ aufgeführt; dabei handelt es sich offenbar um das Amtsvorwerk (Vorwerk des Amtes Burgstall) und die Schäferei Mixdorf. Das mittelalterliche Dorf Blätz war wüst geworden. Zum Vorwerk „Pletz“ gehören von 1579 bis 1618 etwa 740 Morgen Land auf drei verschiedenen Feldfluren. Mit der Dreifelderwirtschaft wurde Winterroggen, Gerste und Hafer angebaut. Dazu kam Heu, das für die Fütterung von 150 Stück Rindvieh ausreichte. Es war offenbar ein ansehnlicher Betrieb; die Schäferei Mixdorf wurde mit bis zu 1.600 Schafen berechnet.
Bis etwa 1625 scheint das Kriegsgeschehen im Dreißigjährigen Krieg die Gegend verschont zu haben. Im April 1626 wird von ersten Plünderungen berichtet; das Nachbardorf Angern brannte zum größten Teil ab, in Burgstall wurde geplündert. 1631 wird Magdeburg von den Kaiserlichen Truppen unter Tilly erobert und weitgehend zerstört. Wolmirstedt wurde am 17. Juli 1631 besetzt. Bei einem Gegenangriff der schwedischen Truppen unter Gustav Adolf wurde Burgstall erneut überfallen. Die Truppenbewegungen beider Seiten verwüsteten das Land; 1642 wurde Burgstall wieder geplündert. In einem Visitationsbericht für den Kurfürsten von Brandenburg von 1644 wird das Vorwerk erwähnt, dessen Gebäude noch „ziemlich gut“ sind, die Dächer haben gelitten. Und die Schäferei war verwüstet. Nach 1648 scheint das Vorwerk aufgegeben worden zu sein. 1653 wird im Kirchenbuch von Burgstall zum ersten Mal wieder berichtet: Dem Schafmeister Joachim Theuerkauf stirbt eine Tochter im Alter von 7 Wochen und wird am 4. August 1653 begraben.
Joachim Theuerkauf ist der Ahnherr der weitverzweigten Familie, die ohne Unterbrechung acht Generationen lang das Amt des Schafmeisters von Mixdorf ausübte; meistens übernahm der älteste Sohn den Hof in Erbpacht. Bis um 1700 stellt die Familie Theuerkauf die einzigen Bewohner in Mixdorf und Blätz.

Blätz Nr. 4, Hof Julius Zimmermann

### Zwölf Bauernhöfe in Erbpacht und die Familie Theuerkauf
Nach dem Dreißigjährigen Krieg wurde Blätz neu besiedelt. Erwähnt wird 1653 auf der Hofstelle Nr. 1 als „Schafmeister zu Mixdorf“ ein Joachim Theuerkauf, dem sein Sohn Heinrich Theuerkauf ebenfalls als Schafmeister 1675 folgte. Die Schäferei Mixdorf bestand bis um 1700; der Hof Nr. 1 „Theuerkauf“ blieb bis nach 1900 im Besitz der Familie.
Der Hof Nr. 2 war von 1748 bis kurz vor 1900 im Besitz der Familie Knost (Knust, Knoss, Knoß), der Hof Nr. 3 gehörte um 1700 bis 1861 den Schulenburgs und wurde dann an Knost verkauft. In Hof Nr. 4 wurde 1748 Johann Peter Becht angesiedelt; dort wohnte seit 1782 bis nach 1860 ein Theuerkauf, dann zogen die Familien Zimmermann und Oelze ein. Für den Hof Nr. 5 sind als Besitzer die Familie Paasche bis vor 1900 eingetragen, dann ging der Hof ebenfalls an einen Theuerkauf. Der Hof Nr. 6 war im Besitz der Familie Synder (Sünder), die z. B. 1782 in die Familie Theuerkauf einheiratet. Schulenburg und später Sünder gehörte die Hofstelle Nr. 7, die Hofstelle Nr. 8 seit 1701 der Familie Zimmermann, welche ebenfalls mehrfach in die Familie Theuerkauf einheiratete. Hofstelle Nr. 9 ging von der Familie Willmer (dort seit 1701) vor 1900 an Schulenburg; Hofstelle Nr. 10 ging von Theuerkauf im 19. Jahrhundert an Sünder. Hofstelle Nr. 11 gehörte 1748 Sünder und um 1770 bis vor 1900 Paasche. Schließlich war die Hofstelle Nr. 12 zuerst im Besitz der Familie Traber (auch: Treebert) und ging um 1802 bis vor 1900 wiederum an die Theuerkaufs. So waren die zwölf Höfe über Jahrhunderte in der Erbpacht der wenigen alteingesessenen Familien geblieben.
Die wahrscheinlich aus dem Mittelalter stammende Buschmühle war lange Zeit im Besitz der Familie Bierig (Buerig, Bürig). – Die Theuerkaufs schreiben sich auch „Thürkauff“ und niederdeutsch „Dührkop“; da sie in Blätz auf dem Hügel leben, werden sie auch „Bergdürkop“ genannt. Die Familie ist noch heute in Sachsen-Anhalt verbreitet, auch in Magdeburg.
Die Gemeinde Blätz zählte 1910 108 Einwohner. Später stieg die Einwohnerzahl auf 123 Einwohner im Jahr 1933 an. Am 1. Juli 1950 wurde Blätz nach Cröchern eingemeindet. Seit 2010 gehört es gemeinsam mit Cröchern zur Gemeinde Burgstall.